# Jacinto Valdivia Ortiz
 Jacinto Valdivia Ortiz fue un prelado peruano. Primer arzobispo de Huancayo, luego de ser obispo de Huarás.

## Biografía
Nació en Arequipa en 1895, el 11 de noviembre y se inscribe en la Dataría Civil con el nombre de Mariano Jacinto Valdivia Ortiz. Murió en Lima en 1982. Estudió educación secundaria en el C. N. de la Independencia Americana y en el Colegio Mercedario San Pedro y Pascual; la superior inicia en Universidad de San Agustín , de la que se retira para ingresar en el Seminario Mayor de San Jerónimo, y estudia teología y filosofía bajo la tutoría del Mons. Mariano Holguín. Fue becado a Roma donde terminó sus estudios de Derecho Canónico en la Universidad Gregoriana.

## Carrera sacerdotal
Fue ordenado en 1929 por el Mons. Mariano Holguín. Después de su retorno de Roma, fue asignado como párroco de Miraflores (Arequipa) y docente del Seminario. Preconizado Obispo de Huaraz por S.S. Pío XII el 15 de diciembre de 1940 y consagrado el 25 de marzo de 1941. Con motivo de la asunción al obispado, escribió una Carta Pastoral al Clero y Feligresía, invocando fe y acción. Su atención se orientó a la marcha espiritual de la Diócesis, involucrando la evangelización y la catequesis. Visitó, en diversas fechas, a lejanas parroquias: las del litoral, del valle del Santa, Vertiente Oriental (Piscobamba en junio de 1950) y Cajatambo. En su gestión casi se completó la edificación de la Catedral.
Compartió el dolor originado por el aluvión del 13 de diciembre de 1941, fueron damnificados varios barrios de Huaraz. Prestó toda clase de ayuda a los afectados. En su mandato episcopal llegan los oblatos de San José, los carmelitas descalzos, los misioneros del Sagrado Corazón; arriban las misioneras parroquiales del Niño Jesús de Praga. Se retira de Huaraz para asumir el cargo de arzobispo de Huancayo el 15 de diciembre de 1955.
Durante su arzobispado, Huancayo fue sede del VIII Congreso Eucarístico Nacional, del 27 al 30 de agosto de 1965 siendo delegado del Papa el Cardenal Juan Landázuri Ricketts. Su renuncia fue aceptada el 13 de febrero de 1971. Murió en Lima el 30 de junio de 1982 a los 86 años. Sus restos mortales descansan en la catedral de Huancayo.

## Publicaciones
- Cartas Pastorales.
- Pórtico (1975).